# Norma Mogrovejo
María Norma Mogrovejo Aquise (Juliaca, 22 de junio de 1961) es una escritora, activista lesbo-feminista, profesora e investigadora de la Universidad Autónoma de la Ciudad de México. Ella se considera peruana de nacimiento y mexicana por naturalización.

## Vida
Norma Mogrovejo nació en Juliaca, un pueblo quechua en el departamento de Puno, en Perú. Estudió en un colegio de monjas alemanas. A los 14 años, junto a su familia, migró a Arequipa, donde se declaró feminista y lesbiana. A los 28 años, para poder vivir fuera de la heterosexualidad, se sexilió en México.
Estudió abogacía, sociología y doctorado en estudios latinoamericanos.
Mogrovejo realiza activismo lesbofeminista, desarrolla teoría lésbica e impulsa la formación, reflexión e investigación lesbofeministas en Abya Yala.

## Obra (selección)
- Insilo. La cárcel del silencio. Invisibilidad lesbiana y resistencia (2023) [5]
- Un amor que se atrevió a decir su nombre. La lucha de las lesbianas y su relación con el movimiento homosexual y feminista en Abya Yala (2022) [6]
- Contra-amor, poliamor, relaciones abiertas y sexo casual. Reflexiones de lesbianas del Abya Yala (2020)
- Del sexilio al matrimonio: Ciudadanía sexual en la era del consumo neoliberal (2019)

## Pensamiento
En la obra de Mogrovejo coincide el 